# El pobre Pérez
El pobre Pérez es una película argentina dirigida por Luis César Amadori sobre el guion que escribiera en colaboración con Antonio Botta y Francisco Oyarzábal que se estrenó el 10 de febrero de 1937 y que tuvo como protagonistas a Pepe Arias, Alicia Barrié, Orestes Caviglia, Margarita Corbani, José Gola, Miguel Gómez Bao, Lalo Malcolm, Tania, Alicia Vignoli y Martín Zabalúa (padre). Es una comedia plena de enredos cómicos y sentimentales que tuvo excelentes críticas.	 

## Sinopsis
El protagonista Juan Pérez, encarnado por Pepe Arias, es camarero en un lujoso local donde se realiza la despedida de soltero del personaje actuado por José Gola, quien va a casarse por conveniencia con una rica heredera (Alicia Barrié) urgido por su tío y administrador protagonizado por Orestes Caviglia. Cuando una bailarina y cantante encarnada por Alicia Vignola, con quien estaba enredado, lo persigue, usa a Pérez para sacársela de encima pero este para ayudarla la lleva a su casa y allí, tratando de esconderse cae por una ventana y se rompe una pierna. Más adelante Pérez pone un restaurante en sociedad con un amigo, contrata a la muchacha y le gira dinero haciéndole creer que lo enviaba Gola desde Europa hasta que este regresa y todo se descubre.

## Comentario
El crítico Di Nubila opinó que se trata de una película que “Amadori filmó con soltura y cuidado…fue un avance hacia la compatibilidad entre buen gusto y cine popular, atrajo buena cantidad de público de clase media y, en suma, su apuesta a la pulcritud tuvo premio. Logró que el agua, el jabón y la ropa limpia no lavaran la gracia de Pepe Arias, ni lo movieran de la vereda del frente de los ricos, que volvieron a ser los malos de la película. No lo sirvió sino que lo aprovechó, y con esta diferencia sutil –la estrella al servicio del filme, no el filme al servicio de la estrella- ensanchó el futuro no sólo de Pepe Arias sino de otros monstruos sagrados del cine popular.”
Por su parte Claudio España escribió: “Amadori se mostró suelto y dueño de un lenguaje narrativo tan ágil como el de la revista aunque en términos cinematográficos... la anécdota ...fluyó con soltura y llena de interés, a pesar de que la comedia más desenfadada se mezclaba con el melodrama y la pequeña moraleja ...que no debía faltar.”

## Reparto
- Pepe Arias ... Juan Pérez
- Alicia Barrié ... Sara
- Orestes Caviglia ... Dr. Guzmán (tío de Mario)
- Margarita Corbani
- José Gola ... Mario Guzmán
- Miguel Gómez Bao ... Rotario
- Lalo Malcolm ... Hombre 1 en fiesta (amigo de Mario)
- Tania ... Magnolia
- Alicia Vignoli ... Lucía Medina
- Martín Zabalúa
- Juan Mangiante ... Maitre
- Mario Faig ... Hombre 2 en fiesta (amigo de Mario)
- Bernardo Perrone ... Médico
- Arturo Arcari